# Bohemka
Bohemka (ukr. Богемка, cz. Bohemka) – wieś na Ukrainie, w rejonie wradijiwskim obwodu mikołajowskiego, założona w sierpniu 1905 roku przez potomków czeskich ewangelickich emigrantów z polskiego Zelowa i z Czech. Obecnie wieś liczy 452 mieszkańców narodowości czeskiej, ukraińskiej i mołdawskiej. Czesi są wyznania ewangelickiego.

## Ważniejsze obiekty
- Kaplica Betlejemska w Bohemce – pierwszy czeski kościół ewangelicki na Ukrainie po II wojnie światowej. Kaplica zbudowana została w 1996 roku według projektu architekta Petra Pirochtu z Brna. Nabożeństwa odprawiane są tu w języku czeskim przez ordynowanych prezbiterów Józefa Jančíka i Ludmiłę Sverdlovovą.